# Spelaeomysis olivae
Spelaeomysis olivae is een kreeftachtigensoort uit de familie van de Lepidomysidae. De wetenschappelijke naam van de soort is voor het eerst geldig gepubliceerd in 1973 door Bowman.